# Gold (singel Amandy Lear)
Gold – singel francuskiej piosenkarki Amandy Lear, wydany w 1978 roku.

## Ogólne informacje
„Gold” to nagranie utrzymane w typowym dla lat 70. stylu disco. Tekst napisała Amanda Lear, a muzykę jej wieloletni współpracownik i producent, Anthony Monn. Na stronie B singla wydano piosenkę „Lily Marlène”, która ukazała się później na albumie Never Trust a Pretty Face.
Utwór odniósł sukces, stając się jednym z największych hitów dla Amandy Lear w epoce disco. Artystka wielokrotnie wykonywała go w popularnych programach telewizyjnych. Piosenka ukazała się również na wielu późniejszych kompilacjach gwiazdy. W 1989 roku DJ i producent Ian Levine zremiksował „Gold” oraz „Follow Me”, wydając je na wspólnym singlu.

## Teledysk
Amanda Lear nagrała teledysk „Gold” dla włoskiego programu Stryx. Istnieje również inna wersja wideoklipu, w której Lear wykonuje piosenkę tańcząc na różowym tle.

## Lista ścieżek
- 7" single[1][2]

1. „Gold” – 3:45
2. „Lily Marlène” – 4:45

## Pozycje na listach
| Kraj   | Pozycja |
| ------ | ------- |
| Belgia | 28      |